# Monika Seifert
Monika Seifert, geb. Mitscherlich (* 11. Juli 1932 in Berlin; † 14. März 2002 in Frankfurt am Main), war eine deutsche Soziologin und Pädagogin, bekannt vor allem als „Mutter der antiautoritären Kinderläden“.

## Biographie
Monika Mitscherlich war das erste Kind aus der am 29. März 1932 geschlossenen Ehe Alexander Mitscherlichs mit der Ärztin Melitta Behr. Noch vor der Geburt der zweiten Tochter Barbara trennte sich das Ehepaar. Geschieden wurde die Ehe erst 1936. Die kurze Dauer der Ehe bewirkte, dass Monika mit ihrer Schwester und einem Halbbruder „vaterlos“ aufwuchs. Im Alter von sechs Jahren erkrankte sie an Kinderlähmung, unter deren Folgen sie fortan zu leiden hatte.
Mitscherlich absolvierte ab 1956 das Propädeutikum an der Hochschule für Arbeit, Politik und Wirtschaft in Wilhelmshaven und bestand dort am 19. März 1958 das Abitur. Gründungsrektor dieser Hochschule war der marxistische Rechtswissenschaftler und Politologe Wolfgang Abendroth. Damals trat sie in den Sozialistischen Deutschen Studentenbund, die Studentenorganisation der SPD, und in die SPD ein. 1959 wurde sie in den Bundesvorstand des SDS gewählt und war dort maßgeblich an der Durchsetzung einer mehrheitlich linken Position beteiligt, was schließlich 1961 zu dem Unvereinbarkeitsbeschluss, also der Trennung der SPD von ihrer Studentenorganisation, führte. Weiterhin war sie in der Bewegung Kampf dem Atomtod aktiv, wo sie ihren späteren Ehemann, den Politikwissenschaftler Jürgen Seifert, kennenlernte, den sie 1960 heiratete. Aus der Ehe gingen zwei Töchter hervor. Nach zehn Ehejahren verließ ihr Mann sie.
Nach dem Abschluss des Studiums in Wilhelmshaven begann Monika Seifert-Mitscherlich ein Studium der Soziologie in Frankfurt, u. a. bei Theodor W. Adorno, das sie 1963 erfolgreich abschloss.
Schwerpunkt ihrer Studien im Frankfurter Institut für Sozialforschung war die Erforschung der massenpsychologischen Grundlagen des Erfolgs der nationalsozialistischen Propaganda. Das Pionierwerk auf diesem Gebiet ist die Studie des Psychoanalytikers Wilhelm Reich, Massenpsychologie des Faschismus (1933). Reichs Werk war 1934 in der Zeitschrift für Sozialforschung, dem Organ des Instituts, noch lobend rezensiert worden, aber nach 1934, nachdem Freud das Anathema über Reich verhängt hatte, war Reich, wie Seifert später feststellen konnte, für die Autoren der Kritischen Theorie tabu. Dasselbe galt für das kooperierende Frankfurter Sigmund-Freud-Institut, das Seiferts Vater, Alexander Mitscherlich, seit 1960 leitete.
Am 20. November 1964 wurde ihre Tochter Anna geboren. 1966 bis 1967 erhielt sie von der Volkswagen-Stiftung ein Stipendium für ein Zweitstudium der Psychoanalyse am Tavistock Institute, London. Es wurde häufig geschrieben, dass sie dort Alexander S. Neill begegnet sei, was nach ihren eignen Aussagen nicht richtig ist. Wilhelm Reichs Ideen lernte sie bereits während ihres Studiums in Frankfurt kennen; eine seiner Schriften gab sie als Raubdruck heraus. Für ihre pädagogische Konzeption der Kinderschule waren die Bücher von Alexander S. Neill (Summerhill, London 1960) und von Paul und Jean Ritter (Free Family, 1959) bedeutsam, die sie während ihres Zweitstudiums in England kennengelernt hatte. Sie hatte Kontakt zur Kirkdale School, einer Londoner alternativen Einrichtung, die für sie das Vorbild war für die von ihr zusammen mit einigen Eltern 1967 in Frankfurt-Eschersheim gegründete „Kinderschule“. Obgleich der Begriff „Kinderladen“ erst 1968 kreiert wurde, wird die „Kinderschule“, als erste antiautoritäre Einrichtung in der Bundesrepublik, heute meist als Kinderladen bezeichnet.
Zitat von Monika Seifert (1993): „Diese Wiederholung zu durchbrechen, individuell und politisch, dazu muß eine Veränderung in der Situation von Kindern kommen.“